# Минасян, Васпурак
Васпура́к Минася́н (арм. Վասպուրակ Մինասյան; 29 июня 1994, Ереван, Армения) — армянский футболист, полузащитник клуба «Ноа».

## Клубная карьера
Воспитанник футбольной школы «Пюник». Как большинство воспитанников клуба, Минасян начал свой профессиональный путь с юношеской и молодёжной команд. Первое появление произошло в первенстве Первой лиги в сезоне 2010 года за «Пюник-3». Следующий сезон вновь начал за юношескую команду, но в сентябре 2011 стал привлекаться в ряды основной команды, за которую дебютировал 17 октября, против «Бананца». Матч получился разгромным. «Пюник» потерпел поражение. Минасян вышел на поле при счёте 0:3, замени на 73 минуте Армана Оганесяна. За месяц до этого сыграл в матче за Суперкубок Армении, в котором «Пюник» оказался сильнее «Бананца» — 0:3. Минася появился на поле на 67 минуте. 5 июля 2012 года был в заявке на матч Лиги Европы, против черногорской «Зеты». Однако, на поле так и не вышел, оставшись в запасе.

## Карьера в сборной
В период выступлений в Первой лиге, Левоняна заприметил тренерский штаб юношеской сборной до 17 лет. 22 сентября 2010 года дебютировал в матче против юниоров Турции, в котором армянские юниоры потерпели разгромное поражение — 0:3. Васпурак Минасян вышел на замену вместо Наири Минасяна, на 78 минуте матча. Спустя несколько дней сыграл в матче против чешских юниоров, а потом исландских юниоров.
23 мая 2012 дебютировал в сборной Армении до 19 лет, выйдя в матче против испанцев и 28 мая против итальянцев.

## Достижения
- Серебряный призёр чемпионата Армении: 2011
- Обладатель Суперкубка Армении: 2011
- Обладатель Кубка Армении: 2014

## Статистика выступлений
Данные на 3 ноября 2012
| Клуб             | Сезон            | Чемпионат | Чемпионат | Кубки | Кубки | Еврокубки | Еврокубки | Всего | Всего |
| Клуб             | Сезон            | Матчи     | Голы      | Матчи | Голы  | Матчи     | Голы      | Матчи | Голы  |
| ---------------- | ---------------- | --------- | --------- | ----- | ----- | --------- | --------- | ----- | ----- |
| Пюник-3          | 2010             | 10        | 2         | -     | -     | -         | -         | 10    | 2     |
| Пюник-3          | 2011             | ?         | 1         | -     | -     | -         | -         | ?     | 1     |
| Всего            | Всего            | 10        | 3         | —     | —     | —         | —         | 10    | 3     |
| Пюник            | 2011             | 3         | 0         | 3     | 0     | 0         | 0         | 6     | 0     |
| Пюник            | 2012/13          | 9         | 0         | 0     | 0     | 0         | 0         | 9     | 0     |
| Всего            | Всего            | 12        | 0         | 3     | 0     | 0         | 0         | 15    | 0     |
| Всего за карьеру | Всего за карьеру | 22        | 0         | 3     | 0     | 0         | 0         | 25    | 3     |